# Каза Санта (Трапани)
Каза Санта је насеље у Италији у округу Трапани, региону Сицилија.
Према процени из 2011. у насељу је живело 23880 становника. Насеље се налази на надморској висини од 51 м.